# Тривино (Комо)
Тривино је насеље у Италији у округу Комо, региону Ломбардија.
Према процени из 2011. у насељу је живело 84 становника. Насеље се налази на надморској висини од 363 м.